# Лигурско море
Лигурско море (на латински: Mare Ligusticum; на френски: mer Ligure; на италиански: mar Ligure; на лигурски: Mâ Ligure) е море в северната част от акваторията на Средиземно море, разположена между Лигурийското крайбрежие на Италия на север, североизток и изток и островите Корсика и Елба на юг и югоизток. На югазапад е широко отворено към останалата част на Средиземно море, а на юг се свърза с Тиренско море чрез протоците източно и западно от остров Елба. Според Международната географска организация границата му на югозапад се прекарва от най-северния нос на остров Корсика до италиано-френската граница, а на югоизток – от същия нос до полуострова югозападно от град Специя. Според Международната хидрографска организация югозападната граница е линията от северозападния нос на остров Корсика при град Калви до полуострова, разположен южно от град Антиб във Франция, а югоизточната – от северния нос на остров Корсика по северния бряг на остров Елба до италианското крайбрежие при град Пьомбино.. В тези си граници дължината и ширината му е около 250 km, площта е 15 хил.km2, средна дълбочина 1200 m, максимална 2546 m, разположена в югозападната му част.
Бреговете му са предимно стръмни и планински, но на изток, в района на устието на река Арно, те са низинни и слабо разчленени. На север е широко отворения на юг Генуезки залив. В източната и югоизточната му част му са разположени малките острови Палмара, Горгона и Капрая. Най-голямата река, вливаща се в него е Арно от изток. Климатът е средиземноморски. Средната февруарска температура на водата на повърхността е 13 °C, а средната августовска – 23,5 °C. Соленост 38‰. Приливите му са полуденонощни с амплитуда до 0,3 m.
По бреговете на морето са разположени множество градове и курортни селища на Италия и Франция, най-големи от които са:
- Италия – Пьомбино, Ливорно, Специя, Генуа, Савона, Империя, Сан Ремо, Портоферайо (на остров Елба);
- Франция – Мантон, Ница, Антиб, Калви (на остров Корсика);
- Монако